# هدسون ليما دا سيلفا
هدسون ليما دا سيلفا (8 أبريل 1984 بالبرازيل - ) هو لاعب كرة قدم برازيلي في مركز الوسط. لعب مع بورتوغيزا سانتيستا ونادي أمريكا ونادي موهون باغان ونادي بايساندو ‏ ونادي أمريكا ونادي بهوانيفور لكرة القدم وUnião Central Futebol Clube ‏.